# Batera
Batera (en français : Ensemble) est une plateforme citoyenne créée en décembre 2002 regroupant 110 associations et structures diverses en Iparralde poursuivant notamment un objectif de reconnaissance institutionnelle du Pays basque en France et la co-officialisation de l'euskara.

## Historique

### Construction d'une plateforme commune et premières mobilisations
La plateforme est créée en décembre 2002 à Bayonne à l'initiative de plusieurs structures (l'Association pour un département Pays Basque, l'Association des élus pour un département, Euskal Konfederazioa (eu), le syndicat ELB et le collectif Enseignants, chercheurs et techniciens de l'Université) qui signent une déclaration faisant office de revendications appelée Batera. Celle-ci définit quatre objectifs : 

Répartition des territoires basque et béarnais dans les Pyrénées-Atlantiques

1. la reconnaissance de la langue basque, parlée par près de 30 % des habitants dans le Pays basque français et enseignée à 20 % des élèves (contre 50 % de locuteurs en Pays basque espagnol et 90 % d'élèves)
2. la création d'une chambre d'agriculture en Pays basque
3. la création d'un pôle universitaire de plein exercice à Bayonne[3]
4. la création d'un département Pays basque ou d'une collectivité territoriale spécifique

Cette initiative fait suite à une manifestation en faveur de la création d'un département basque le 9 octobre 1999 à Bayonne qui avait réuni plus de 10 000 personnes et à l'annonce par le premier ministre Jean-Pierre Raffarin de la volonté du gouvernement de lancer un acte II de la décentralisation.
La revendication d'une création d'un département basque est ancienne et est exprimée dès 1947 lors de la création de la Chambre de Commerce et d'Industrie de Pau en 1947. La chambre de commerce de Bayonne se prononce en 1994 à 86% en faveur de cette mesure.
À la suite de la déclaration de décembre 2002, des dizaines d'associations, de collectifs et d'élus de droite et de gauche annoncent rejoindre la liste des signataires et une nouvelle manifestation est organisée le 1er février 2003 à Bayonne autour de quatre cortèges symbolisant chacune des revendications. Quelques jours avant celle-ci, le premier ministre Jean-Pierre Raffarin reçoit une délégation d'élus basques et béarnais (des parlementaires et le président du Conseil général) pour leur signifier son refus de créer un département basque. 5 000 personnes participent à la manifestation, en présence notamment de conseillers généraux et de maires mais sans les parlementaires du territoire.
La coordination annonce vouloir organiser un événement mensuel pour maintenir la pression sur l'Etat : une manifestation le 26 février en marge d'une réunion du conseil des élus du Pays basque à Bayonne, une interpellation du préfet en mars à Guéthary, des réunions publiques et débats devant 133 mairies en mai autour d'une motion votée en assemblée générale, une rencontre annoncée avec le ministre de l'Intérieur Nicolas Sarkozy, (qui est finalement repoussée en décembre 2003,) ou encore un vote symbolique sur la création d'un département Pays basque au festival Euskal Herria Zuzenean en juillet.
Alors qu'un référendum est organisé en Corse le 6 juillet 2003 sur la création d'une collectivité unique et d'un parlement, Batera réclame également l'organisation d'un vote populaire, mettant notamment en avant la création potentielle de 4 920 emplois en cinq ans en cas de création d'un département.

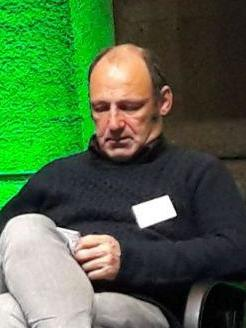
Txetx Etcheverry (en 2018)

Une nouvelle grande manifestation à Bayonne est annoncée le 11 octobre 2003, durant laquelle 5 000 personnes sont de nouveau comptabilisées. Le syndicat ELB occupe les locaux de la chambre d'agriculture quelques jours avant à Hasparren, et le porte-parole de la plateforme Txetx Etcheverry annonce la fin d'un cycle et un changement de stratégie si l’État français oppose toujours une fin de non recevoir aux revendications.
Le 30 octobre 2005, 82 % des 159 maires du territoire participent à une consultation lors d'une assemblée (biltzar en basque) pour s’exprimer sur la tenue d’un référendum pour la création d'un département basque. Sur les 119 votants (40 ont refusé de participer au vote), 76 (63,87 %) votent oui, 43 (36,13 %) votent non et 11 bulletins blancs et 1 bulletin nul sont comptabilisés.
Nicolas Sarkozy, en visite au Pays basque en décembre 2003, réitère le refus du gouvernement d'ouvrir le dialogue sur la création d'un département.

### Création d'une Chambre d'agriculture et pétition pour un référendum
Plusieurs options sont débattues au sein des organisations soutenant les revendications afin de renouveler les formes de mobilisation et accentuer la pression sur l’État français : création d'un Conseil général parallèle financé par un impôt volontaire, présentation de candidats sous une étiquette Batera lors des élections locales, actes de désobéissance civile, occupation illimitée d'un bâtiment symbolique, référendums dans les communes et marche sur Paris.
Une assemblée générale a lieu en janvier 2004 pour construire un plan d'actions s'échelonnant jusqu'en 2010 et structurer le mouvement (élection d'un conseil d'administration et d'un conseil de surveillance) : l'accent est notamment mis sur la création d'une Chambre d'agriculture dès 2004 et des prises de position publiques des candidats signataires de la plateforme aux élections cantonales. Dominique de Villepin, nouveau ministre de l'Intérieur, rencontre les porte-paroles de la coordination en novembre 2004 mais réitère le refus du gouvernement de donner suite aux revendications de Batera. Une manifestation en défense de la langue basque est organisée dans la foulée à Bayonne avec le collectif Hiru Sareta regroupant les fédérations d'enseignement en euskara.

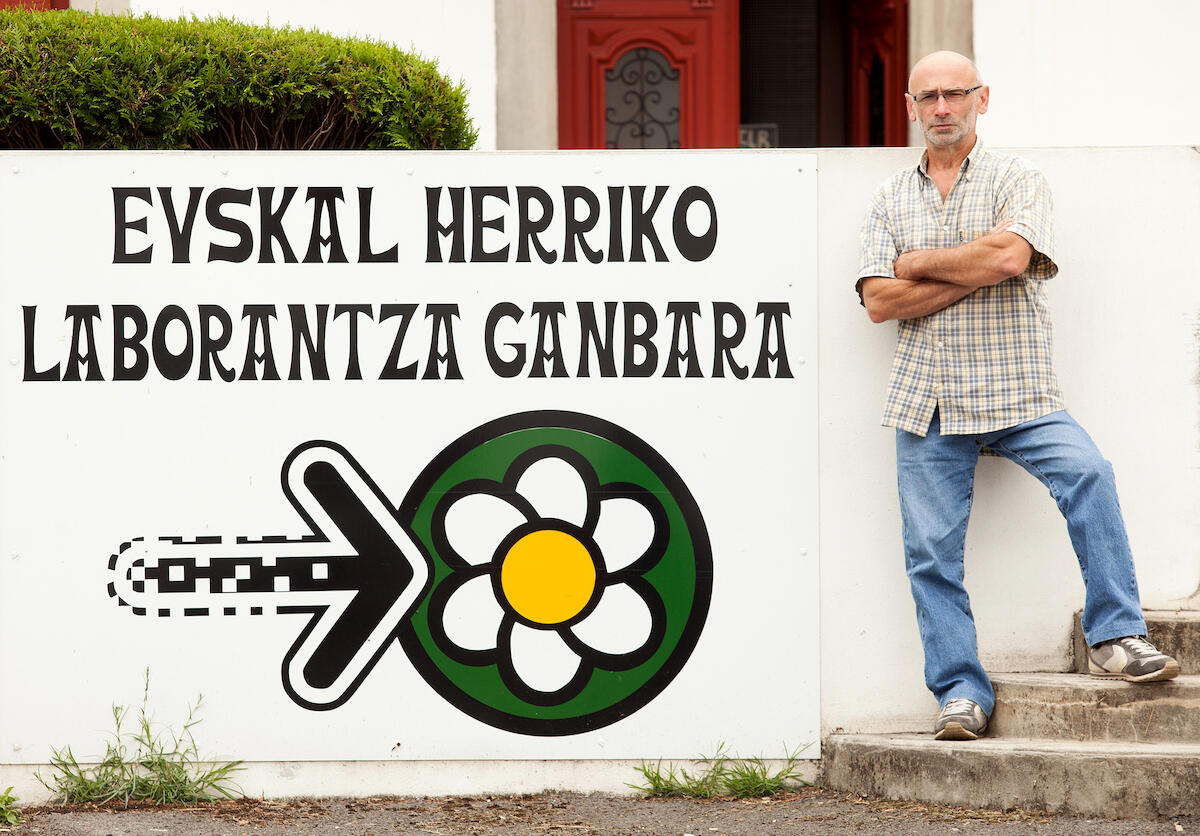
Michel Berhocoirigoin, premier président de l'Euskal herriko Laborantza Ganbara (ici en 2012)

En janvier 2005, le syndicat ELB annonce la création d'une Chambre d'agriculture du Pays basque baptisée Euskal herriko Laborantza Ganbara à Ainhice-Mongelos en présence d'une quarantaine de maires et six conseillers généraux et régionaux, malgré l'interdiction du préfet des Pyrénées-Atlantiques Philippe Grégoire. Ce dernier porte plainte contre un organisme susceptible de "créer dans l'esprit du public une confusion avec la chambre d'agriculture des Pyrénées-Atlantiques".
Une campagne de recueil de signatures pour la tenue d'un référendum sur la création d'un département basque est lancée en mars 2006 : l'objectif est d'obtenir en six mois la signature de 10% du corps électoral (soit 46 000 personnes) afin de contraindre le Conseil général d'organiser la consultation. La campagne est lancée avec la signature de trois personnalités sportives (Emmanuelle Joly, Pierre Dospital et Amaiur Alfaro) puis la distribution de 150 000 cartes pré-affranchies dans tout le département, malgré la contestation du bien-fondé d'un tel référendum par le préfet. Le cap des 10 000 signatures est franchi en juillet,. L'objectif n'est finalement pas atteint mais le mouvement met en avant le nombre de signatures déjà recueillies, (21 745 au total), provenant en large majorité d'habitants du Pays basque, pour appeler à poursuivre la campagne. Près de 30 000 signatures sont obtenues un an plus tard. Après trois ans de campagne, Batera atteint la barre des 32 049 signatures, qui sont remises le 9 octobre 2009 à la sous-préfecture de Bayonne.
Lors de la campagne pour les élections présidentielles de 2007, Batera demande à chaque candidat de se prononcer sur la création d'un département basque.

### Consultation citoyenne lors des élections régionales de 2010
Lors de l'assemblée générale du mouvement le 11 juillet 2009, les participants se prononcent à l'unanimité en faveur de l'organisation de consultations locales en parallèle des élections régionales de mars 2010,. La question qui sera posée aux électeurs est arrêtée le 9 janvier 2010 pour décider de la question les 14 et 21 mars 2010 : « Êtes-vous favorable à la création d'une collectivité territoriale Pays Basque ? ». Une consultation sur le projet de création d'une ligne à grande vitesse est également organisée simultanément. Le préfet Philippe Rey dénonce une consultation illégale et menace les élus qui la soutiennent d'une possible "révocation pour manquement à la loi",.
Au 9 mars 2010, Batera fait état de 122 communes dans lesquelles la consultation sera organisée (sur les 159 au total). Ainsi, avec le soutien de 90 maires, c'est ainsi 91,5 % des électeurs du territoire qui sont appelés à se prononcer. Toutes les communes de plus de 500 habitants organisent la consultation et notamment les grandes villes de la côte malgré l'opposition de plusieurs maires. Finalement, la consultation est organisée dans 124 communes par plus d'un millier de bénévoles, recueillant le vote de 34 610 électeurs (soit 18 % de l'ensemble des électeurs inscrits sur les listes électorales du département actuel des Pyrénées Atlantiques). 27 072 personnes ont répondu « Oui » à la question posée, 6 625 ont répondu « Non » et 946 ont voté blanc,. Batera s'appuie sur ces résultats pour accentuer la pression sur l'Etat français et obtenir la création d'une "collectivité territoriale à statut particulier" en 2014 , qui serait dotée de compétences "au moins égales" à celles d'un Conseil général, aurait la capacité de collecter l'impôt et serait composée des représentants élus au suffrage universel direct,. Des "forums citoyens" sont organisés en novembre 2011 dans quinze communes afin de faire connaître les contours de cette institution et le Conseil des élus du Pays basque se prononce également en sa faveur en juillet 2012,.

### Perturbation de la visite de Nicolas Sarkozy à Bayonne
Lors de la visite de Nicolas Sarkozy à Bayonne le 1er mars 2012 dans le cadre de sa campagne électorale, le candidat de l'UMP est hué et contraint de se retrancher dans un bar par la présence de contre-manifestants, dont certains lancent des tracts de Batera. Michèle Alliot-Marie accuse des représentants de Batera d'avoir participé à la bousculade : "on connaît leur lien avec l'Espagne, les soutiens qui ont été apportés à ETA pendant un certain temps et on connaît aussi la personnalité de Nicolas Sarkozy (...) qui a mené la lutte contre l'ETA. Ça peut expliquer ce genre d'attitude",. Dans la foulée, Batera organise des blocages sur sept routes dans tout le Pays basque,.

### Participation aux débats sur l'Acte III de la décentralisation
Des "états généraux du Pays basque" sont organisés en septembre 2012 afin de peser sur le projet d'Acte III de la décentralisation préparé par le nouveau gouvernement de Jean-Marc Ayrault. Un mois plus tard, le ministre de l'Intérieur Manuel Valls ferme à son tour la porte à un département basque : « Il n'y aura pas de structure administrative basque, nous ne voulons pas ouvrir ce débat. Les choses sont claires dans notre esprit et tant qu'ETA n'aura pas restitué ses armes nous demeurerons inflexibles ». La ministre de la Décentralisation Marylise Lebranchu confirme cette opposition. Batera tente de peser sur les débats parlementaires précédant l'adoption de la loi et participe à l'organisation des "États généraux de la Collectivité territoriale Pays basque" en avril 2013 à Bayonne avec le Conseil des élus du Pays basque, le Conseil de développement du Pays basque, la Chambre de Commerce et d'Industrie et le Biltzar des communes du Pays basque,. Une manifestation est annoncée pour le 1er juinmais mobilise moins que les précédentes. Marylise Lebranchu répète en séance à l'Assemblée nationale qu'une collectivité basque n'était pas à l'ordre du jour.
Une nouvelle manifestation est organisée en novembre 2013 à Mauléon et rassemble 3000 personnes,. Les objectifs de la plateforme sont également toujours présents lors de la campagne pour les élections municipales de 2014, 90 maires annonçant les soutenir.

### Création d'une Communauté d'agglomération

Logo de la Communauté d'agglomération du Pays basque

Se heurtant au refus des gouvernements successifs de créer un département puis une collectivité à statut particulier, Batera soutient progressivement la piste d'un EPCI prenant la forme d'une Communauté d'agglomération unique, permise par la loi NOTRe, perçue comme une étape vers une reconnaissance institutionnelle plus large,. Une campagne de soutien itinérante est organisée pendant trois mois pour populariser le fonctionnement de cette nouvelle instance, dont la création est validée par les votes successifs des conseils municipaux des communes concernées au printemps 2016. La Communauté d'agglomération du Pays basque (CAPB) voit ainsi le jour en janvier 2017.
La coordination continue de militer pour apporter des améliorations au fonctionnement de CAPB (gouvernance plus lisible, meilleure représentation des territoires).

### Refondation
En octobre 2024, Batera annonce qu'un "processus de refondation a été acté" et vouloir relancer la dynamique militante autour de la revendication d'une collectivité à statut particulier prenant la suite de la CAPB. Une "assemblée générale de refondation" est ainsi programmée en mai 2025 à Espelette autour de cette revendication.